# Gal Gun: Double Peace
Gal Gun: Double Peace (яп. ぎゃる☆がん だぶるぴーす Гяру ган Дабуру пи:су) — компьютерная игра в жанре рельсового шутера и тематике бисёдзё, разработанная японской студией Inti Creates. Игра была выпущена на PlayStation 4 и PlayStation Vita в Японии в августе 2015 года, в Европе в июле 2016 года, а в Северной Америке в августе 2016 года. Gal Gun: Double Peace является сиквелом игры 2011 года Gal Gun и во многом похожа на предшественницу. Игрок принимает роль студента Ходая Кудоки, который стреляет в своих одноклассниц при помощи феромоновых стрел, пытаясь отыскать свою настоящую любовь. Порт для Microsoft Windows был выпущен 27 сентября 2016 года в сервисе Steam. Версия для Nintendo Switch вышла 17 марта 2022 года.

## Игровой процесс
Gal Gun: Double Peace является рельсовым шутером в тематике бисёдзё. Игрок сдерживает волны очарованных одноклассниц, которые пытаются признаться ему в любви, стреляя по ним с помощью феромоновых стрел. Если игрок попадает по девушке, то она испытывает эйфорию и успокаивается. Если девушка подбегает к игроку и успевает признаться ему, то игрок теряет очки здоровья. Для того, чтобы производить нацеливание, игрок может использовать аналоговый стик, однако в отличие от первой игры в серии, версия Gal Gun: Double Peace для домашних консолей не поддерживает контроллер PlayStation Move.
Некоторые части уровней также требуют использовать жесты касания и свайпы. На PlayStation 4 жесты делаются на тач-панели контроллера, а на PlayStation Vita с использованием экрана консоли. Режим «Doki-Doki» из предыдущей игры также был введён и в Gal Gun: Double Peace, благодаря чему есть разнообразие геймплея. Девушек, подчинённых демонессой Куроной, сложнее успокоить, так как игроку сначала нужно отстрелить мини-демонов, которые кружатся над проклятой одноклассницей, прежде чем станет возможным поразить феромоновой стрелой саму школьницу. Используя боковые кнопки геймпада, игрок может приближать и отдалять камеру для более точного наведения. Кроме того, увеличивая изображение, игрок может смотреть сквозь невидимые стены, тем самым находя скрытые предметы и прячущихся девушек, которых нужно успокоить.

## Выпуск
Gal Gun: Double Peace была издана 6 августа 2015 года в Японии компанией Alchemist на консолях PlayStation 4 и PlayStation Vita. Международный выпуск был объявлен издательством Pqube 21 января 2016 года. При этом компания пообещала, что игра не будет подвергнута цензуре, что было редкостью для игр такой тематики. В Европе игра стала широко доступна через различные сети розничных магазинов, тогда как в Северной Америке Gal Gun: Double Peace была доступна только в онлайн-магазине VGP.ca для Канады и Amazon для США. Компания Rice Digital, которая занималась выпуском игры в Великобритании предлагала два варианта Gal Gun: Double Peace: обычное издание и коллекционную версию под названием «Mr Happiness edition», которая включала в себя настенный гобелен, артбук, саундтрек, загружаемый контент для игры, а также очиститель экрана в форме женского нижнего белья. Европейская версия игры вышла 22 июля 2016 года, а североамериканская — 2 августа 2016 года.
Выход североамериканской версии Gal Gun: Double Peace для PlayStation Vita сопровождался скандалом, поскольку на упаковке был напечатан шуточный возрастной рейтинг: хотя игра и была аттестована ESRB как обладающая рейтингом «M for Mature (17+)», однако несмотря на корректную классификацию на лицевой стороне, на задней обложке он был заявлен как «E for Everyone (6+)» с припиской «сексуальное содержимое». Регулятор выразил своё неудовольствие, однако поскольку игра продавалась только через интернет-магазины, то тираж не стали изымать.
В Новой Зеландии рейтинговым агентством OFLC игра была признана непристойной и запрещена к продаже, поскольку регулятор посчитал, что Gal Gun: Double Peace способствует «сексуализации несовершеннолетних школьниц и вкупе с низкой сложностью единственной целью игры является возбуждение игроков».
Порт игры для Microsoft Windows вышел в сервисе Steam 27 сентября 2016 года.

## Отзывы
| Сводный рейтинг | Сводный рейтинг |
| Агрегатор       | Оценка          |
| --------------- | --------------- |
| GameRankings    | 67,31 %         |

Gal Gun: Double Peace получила смешанную оценку от рецензентов: на агрегаторе Metacritic версия для PlayStation 4 была оценена в 64 балла из 100. Версии для PlayStation Vita и Windows не смогли набрать минимального количества рецензий, чтобы получить усреднённую оценку. Игра получила более тёплые отзывы в Японии: рецензенты журнала Famitsu присудили обеим версиям для консолей 31 балл из 40 по итогам рецензий четырёх обозревателей, поставивших игре 8/8/8/7.
Рецензент GameRevolution Джед Уитайкер положительно оценил игру, похвалив возможность выбора путей и количество контента для разблокировки игроком, а также высоко оценив реиграбельность и способность смотреть сквозь объекты, посчитав что данные функции увеличивают глубину игры. Несмотря на это, критике подверглось неотзывчивое управление при использовании жестов, а также сексуализация несовершеннолетних девушек. Тем не менее игра получила 8 баллов из 10.
Обозреватель сайта Destructoid СиДжей Андриессен поставил обеим версиям для консолей PlayStation 7.5 баллов. Андриессен отметил реиграбельность и наличие нескольких концовок, предметов для сбора и различные сценарии в зависимости от того, какой путь игрок выбирает, а также различие между сюжетными арками персонажей. К минусам была отнесена короткая продолжительность игры, а также различные недочёты. В целом Андриессен отозвался о Gal Gun: Double Peace как о приятном времяпрепровождении.
Сэмми Баркер с сайта Push Square дал игре отрицательный отзыв. Баркер пожаловался, что управление в игре, особенно касающееся взаимодействия с сенсорной панелью, медленное и неотзывчивое. Кроме того критике подверглась производительность игры на PlayStation Vita и использованная графика, которая, по мнению рецензента, устарела на десятилетие. К плюсам Баркер отнёс различия в представленных девушках в игре и тот факт, что у каждой из них был свой уникальный голос. В итоге игра получила 3 балла из 10. В заключении Баркер подытожил, что «Gal*Gun: Double Peace бесстыдная как зомбоящик, но в миллиард раз менее интересная. Игра является плохим рельсовым шутером, который бессмысленно пытается стать большим, чем он является, и оставляет игрока в послевкусии бессилия и возбуждения».